# Сю Ходж
Сю Ходж (на английски: Sue Hodge) е британска актриса, родена на 4 юни 1957 г. в Орсет, Есекс, Англия. Една от най-значимите ѝ роли е като сервитьорката Мими Лабонк в комедийното издание на BBC „Ало, ало!“.
Омъжва се за Кейт „Падингтън“ Ричардс през 2003 г.
През юни/юли 2007 г. се завръща отново на телевизионните екрани в сериала Ало, ало! завръщане в ролята на Мими, заедно с Гордън Кей (Рене Артоа) и Гай Сайнър (Лейтенант Хуберт Грубер), сниман в Австралийския театъра „Дванайсет нощи“.
През 2009 г. играе Кони в комедийния сериал The Lads Club, излъчван по BBC3.
Страда от астма.

## Избрана филмография
- 1985 – Brazil
- 1987 – 92 – Ало, ало! в ролята на Мими Лабонк
- 1994 – Ало, ало! – спомени в ролята на Мими Лабонк
- 2007 – Завръщане на Ало, ало! в ролята на Мими Лабонк
- 2009 – The Lads Club в ролята на Кони